# Glasgow Stock Exchange
La Glasgow Stock Exchange est l'une des anciennes bourses régionales anglaises, qui ont connu une très forte activité au XIXe siècle avant de fusionner en 1973.

## Histoire
En 1825, des actions de sociétés sont activement échangées par les courtiers en Écosse et la Bourse des valeurs de Glasgow, a été fondée en 1844, pour réunir 28 courtiers, dans un bâtiment à l'intersection de  St George's Place et de Buchanan Street, après avoir d'abord existé sous une forme plus informelle. 
Le 7 décembre 1844, l'Edinburgh Stock Exchange est fondé à son tour par sept courtiers, puis une bourse rivale, l'Edinburgh and Leith Commercial and Stock Exchange est fondée l'année suivante par des courtiers qui estiment les règles d'admission trop strictes, car elles exigent d'être de la ville et parrainé par deux courtiers. Un marché boursier voit le jour la même année à  Aberdeen, également en Écosse. Les deux bourses d'Édimbourg fusionnent en 1856.
En 1845, la Glasgow Stock Exchange cote 45 entreprises, puis dans les années suivantes 110 sociétés de chemin de fer, dont 23 sont aussi au LSE. En 1860, c'est respectivement 46 et 27. Dans les années 1840, ce sont les sociétés de chemin de fer qui ont contribué le plus au développement de la Glasgow Stock Exchange.
Pour des valeurs très suivies comme le Canadien Pacifique ou le Caledonian Railway , le télégraphe permet les premiers arbitrage réguliers : en 1860, le nombre de fois où le cours est identique sur le LSE et le Glasgow Stock Echange est 2,6 fois plus élevé qu'en 1846 et l'écart de prix n'est plus que 7% de ce qu'il était. Mais il faudra attendre 1910 pour que quasiment toutes les  sociétés de chemin de fer soient cotées sur plusieurs marchés britanniques. 
En 1879, Dundee voit aussi la création d'un marché boursier, avec rapidement 12 compagnies contre 114 à Glasgow, 40 à Édimbourg et 14 à Aberdeen
En 1888, les bourses d'Aberdeen, Dundee, Édimbourg et Glasgow sont rejointes par le Greenock Stock Exchange. Selon Graeme Acheson, professeur de finance à l'University of Stirling et John Turner, professeur de finance et d'histoire financière à la Queen’s University Belfast, le développement des bourses écossaises dans la seconde moitié du XIXe siècle a été aidée par l'arrivée du téléphone, qui a permis des arbitrages plus rapides et moins risqués, les cours convergeant, d'une bourse à l'autre, de manière plus accentuée;
En 1906, une extension au bâtiment de la Glasgow Stock Exchange a été ajoutée à St George's Place et l'ensemble du bâtiment a été réorganisé entre 1969 et 1971. En 1959, le Greenock Stock Exchange a 16 sociétés cotées contre 9 à Aberdeen et 11 à Dundee. Glasgow en a encore 136, après avoir atteint 265 en 1914, et Édimbourg  54. En janvier 1964,c'est la création du "Scottish Stock Exchange", une fédération des quatre marchés boursiers écossais (Glasgow, Édimbourg, Dundee et Aberdeen et de leurs 200 courtiers, celui de Greenock restant à l'écart, car il n'est composé que de comptables, mais les actions sont surtout négociée ensuite à Glasgow.  Lorsque toutes les Bourses anglaises ont à leur tour fusionné en 1973, les écossaises s'y sont ralliées. Le Scottish Stock Exchange a fermé en 1973.